# Strophurus spinigerus
Strophurus spinigerus — вид геконоподібних ящірок родини диплодактилідів (Diplodactylidae). Ендемік Австралії.

## Підвиди
Виділяють два підвиди:
- Strophurus spinigerus spinigerus (Gray, 1842);
- Strophurus spinigerus inornatus (Storr, 1988).

## Поширення і екологія
Strophurus spinigerus мешкають на південному заході Західної Австралії, на південь від затоки Шарк-Бей. Вони живуть на пустищах, в рідколіссях і прибережних чагарниках.